# Andrew W.K.
Andrew Fetterly Wilkes-Krier (født 9. maj 1979), kendt under kunstnernavnet Andrew W.K., er en amerikansk rocksanger, multiinstrumentalist, pladeproducent og skuespiller.
Wilkes-Krier er vokset op i Michigan og begyndte sin musikalske karriere i midten af 1990'erne. Han optrådte i en række lokale bands, før han til sidst flyttede til New York, hvor han producerede sine første indspilninger under navnet Andrew W.K.
Efter at have fået opmærksomhed med EP'en Girls Own Juice i 2000 blev W.K nationalt kendt med udgivelsen af sit debutstudiealbum I Get Wet i november 2001. Albummet indeholdte de populære singler "Party Hard" og "We Want Fun". I årene efter udgivelsen påtog Wilkes-Krier sig en række andre musikalske og ikke-musikalske foretagender, herunder fjernsyns- og radioarbejde, motiverende taler og skrivning.
Hans single "We Want Fun" blev valgt til temasang for filmen: Jackass; The Movie.

## Bandmedlemmer (live)

### Nuværende
- Erik Payne – guitar, backing vokal (1999–Nuværende)
- Gregg Roberts – bas, backing vokal (1999–Nuværende)
- Dave Pino – guitar, backing vokal (2012–Nuværende)
- Amanda Lepre – guitar, backing vokal (2016–Nuværende)
- Clark Kegley – Trommer (2016–Nuværende)

### Tidligere
- Donald Tardy – Trommer(1998–2003)
- Frank Werner – guitar, backing vocals (1999–2013)
- Jimmy Coup – guitar, backing vocals (1999–2004)
- Jeff Victor – keyboard (2001–2002)
- Rich Russo – Trommer (2003–2016)
- Kenny Andrews – guitar, backing vocals (2003–2011)
- Johnny "Beans" Sutton (2004–2005)
- Derek Weiland – keyboard (2006–2007)
- Cherie Lily – vocals (2006–2018)
- Justin Payne – guitar (2008–2013)
- Blake Canaris – bas, backing vocals (2010–2016)
- Erica E.T. Pino – keyboard, backing vocals (2018–2019)